# Hydroxylapatit

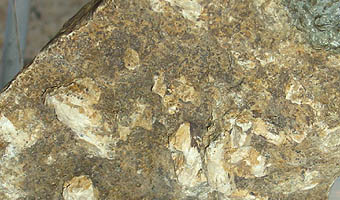
Hydroxylapatit.

Hydroxylapatit eller hydroxiapatit är en mineralförening. Det är en naturligt förekommande form av kalciumapatit med den kemiska formeln Ca5(PO4)3(OH) som vanligen skrivs Ca10(PO4)6(OH)2 för att betona att enhetscellen i kristallen utgörs av två formelenheter.
Hydroxylapatit är det mineral som bygger upp benvävnaden i människokroppen samt emaljen på tänder.